# 에식스급 항공모함
에식스급 항공모함(Essex class aircraft carrier)은 미국 해군이 20세기에 가장 많이 건조한 디젤 항공모함이다. 총 24척이 건조되었다.

## 역사
1967년 소련의 스틱스 미사일이 서방을 충격에 빠뜨리기 전에는, 군함끼리 교전을 하기 위해서는, 함포의 사거리가 매우 짧아서 서로 매우 근접하여야만 교전이 가능했다. 함포 사거리 보다 훨씬 긴 수십 km 거리의 적함을 공격하기 위해서는, 항공모함의 함재기가 이륙, 적함에 근접하여 경어뢰를 투하하거나, 정확하게 상공에서 무유도 폭탄을 명중시키는 방법 뿐이었다.

### 전후 개조
24척 중에서 15척이 증기 캐터펄트를 장착하는 SCB-27 개조를 해서, 배수량이 늘어났다. 캐터펄트를 장착하기 위해 함의 가운데에 위치한 엘레베이터도 측면으로 옮겼다. 14척이 10.5도 좌측으로 기울어진 비행갑판을 추가하는 SCB-125 개조를 했다. 비행갑판을 추가하면서 엘레베이터 위치도 다시 변경되었다. 원래 독도함처럼 일자형이던 미국 항공모함이, 오늘날의 V자 모양의 비행갑판을 갖게 되었다.
개량되지 않은 에식스급인 USS 에식스 (CV-9), USS 복서 (CV-21), USS 프린스턴 (CV-37), USS 밸리포지 (CV-45)는 해병대를 위한 LPH 강습상륙함으로 재명명되었다. 1970년대까지 초기의 일자형 비행갑판을 그대로 유지했다. 나머지들은 1950년대말, 1960년대초에 모두 퇴역시켰다.

### 비행단의 변화
1956년 에식스급에는 8톤 FJ-3 퓨어리, 11톤 F2H 밴시, 9톤 F9F 쿠거, 11톤 AD-6 스카이레이더, 11톤 AD-5N 스카이레이더, 11톤 AD-5W 스카이레이더, 23톤 AJ-2 새비지, 9톤 F9F-8P 포토 쿠거가 배치되었다.
1960년대 말 USS 오리스카니 (CV-34)에는 15톤 F-8J 크루세이더 2개 비행대대, 11톤 A-4E 스카이호크 3개 비행대대, 12톤 E-1 트레이서, 37톤 EKA-3B 스카이워리어, 15톤 RF-8G 포토 크루세이더가 배치되었다.
1970년대에는 11톤 A-4E 스카이호크 3개 비행대대가 19톤 A-7A 콜세어 II 2개 비행대대로 바뀌었다. 28톤 F-4 팬텀 II, 27톤 A-6 인트루더는 에식스급에서 대규모로 사용하기에는 너무 대형이었다. 26톤 E-2 호크아이가 조기경보기로 사용되었다.

## 한국전쟁에 참전한 미국 항공모함
한국전쟁에는 총 11척의 미국 항공모함이 참전했고, 모두 에식스급이다. 한국인들이 쌕쌕이라고 부르는 미국 제트 전투기의 상당수가 에식스급 항공모함에서 출격한 전투기들이다.
- USS 에식스 (CV-9)[깨진 링크(과거 내용 찾기)]
- USS 복서 (CV-21), 3번째 도착, 인천상륙작전
- USS 본험 리처드 (CV-31)
- USS 레이테 (CV-32)
- USS 키어사지 (CV-33)
- USS 오리스카니 (CV-34)
- USS 앤티텀 (CV-36)
- USS 프린스턴 (CV-37)
- USS 레이크 챔플레인 (CV-39)
- USS 밸리포지 (CV-45), 한국에 최초로 도착, 낙동강 전투
- USS 필리핀시 (CV-47), 2번째 도착, 낙동강 전투

## 에식스급 항공모함
에식스급 항공모함은 총 24척이 있다.
- USS 에식스 (CV-9)
- USS 요크타운 (CV-10)
- USS 인트리피드 (CV-11)
- USS 호넷 (CV-12)
- USS 프랭클린 (CV-13)
- USS 타이콘데로가 (CV-14)
- USS 랜돌프 (CV-15)
- USS 렉싱톤 (CV-16)
- USS 벙커힐 (CV-17)
- USS 와스프 (CV-18)
- USS 핸콕 (CV-19)
- USS 베닝턴 (CV-20)
- USS 복서 (CV-21)
- USS 본옴리처드 (CV-31)
- USS 레이테 (CV-32)
- USS 키어사지 (CV-33)
- USS 오리스카니 (CV-34)
- USS 앤티텀 (CV-36)
- USS 프린스턴 (CV-37)
- USS 샹그릴라 (CV-38)
- USS 레이크 챔플레인 (CV-39)
- USS 타라와 (CV-40)
- USS 밸리포지 (CV-45)
- USS 필리핀시 (CV-47)

## 갤러리

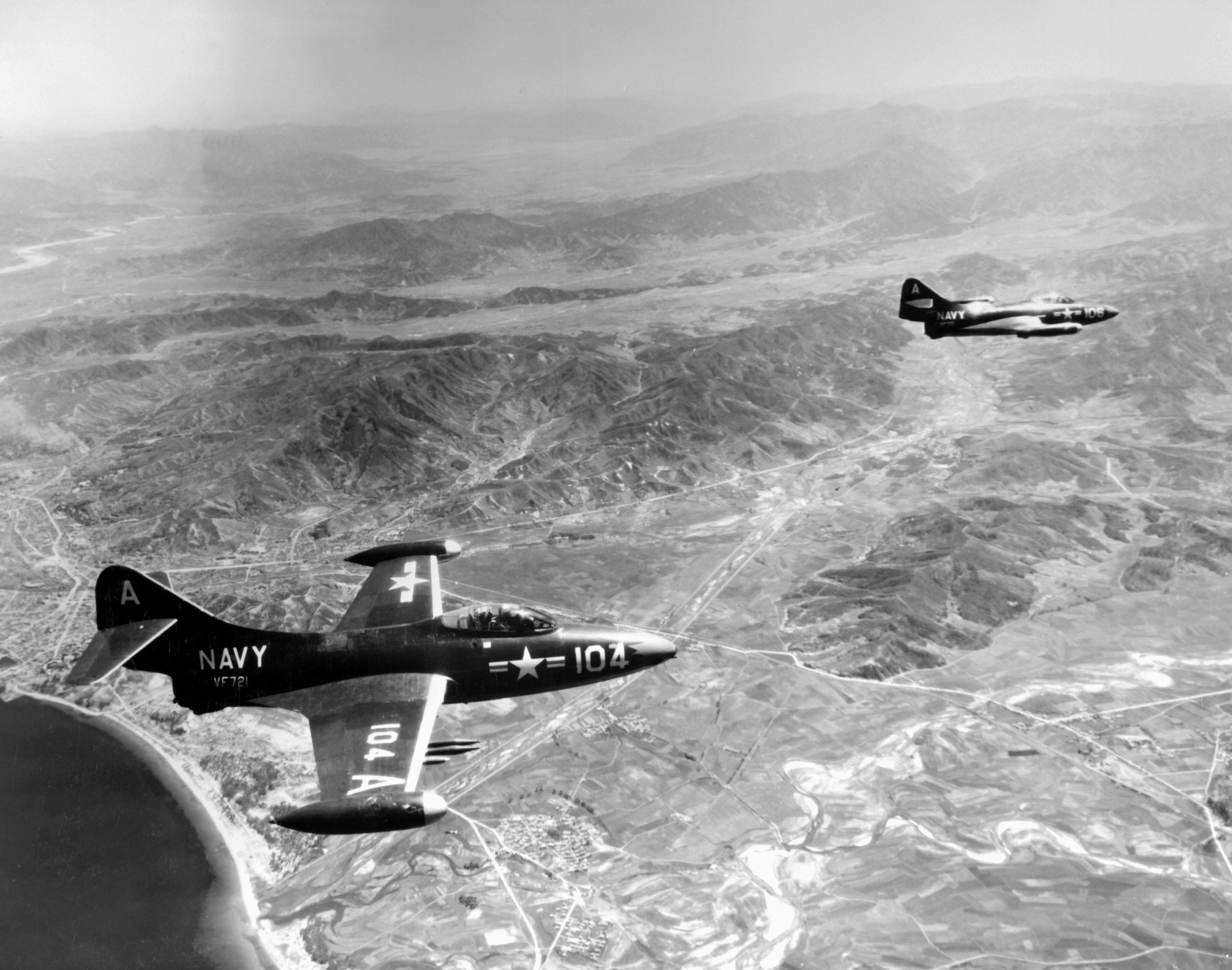
1951년 7월 15일 CVA-21 복서 항공모함에서 이륙한 2대의 F9F-2B 팬더 전투기가 원산 상공을 비행중이다.
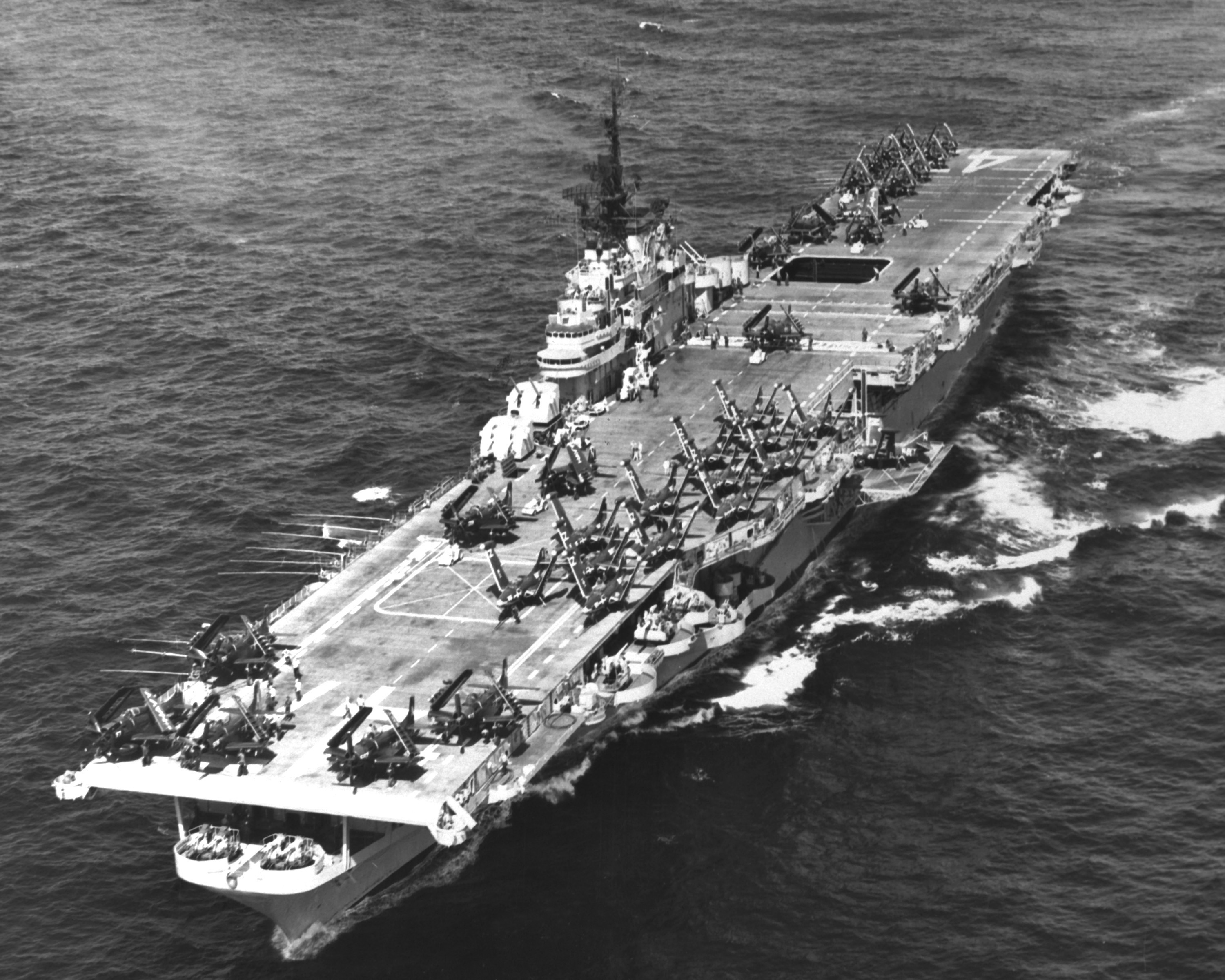
1953년 5월 북한 해안의 CVA-47 필리핀시 항공모함. 한국전쟁은 1953년 7월 27일 휴전했다.
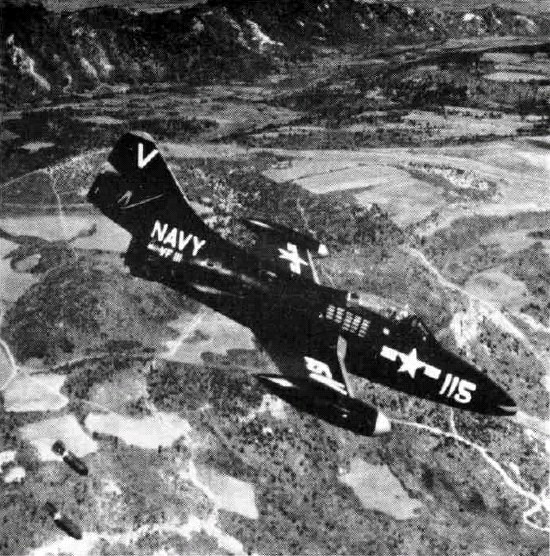
CVA-45 밸리포지 항공모함에 배속된 VF-111 비행대대의 F9F-2 팬더 전투기가 한국 상공에서 폭격중이다.
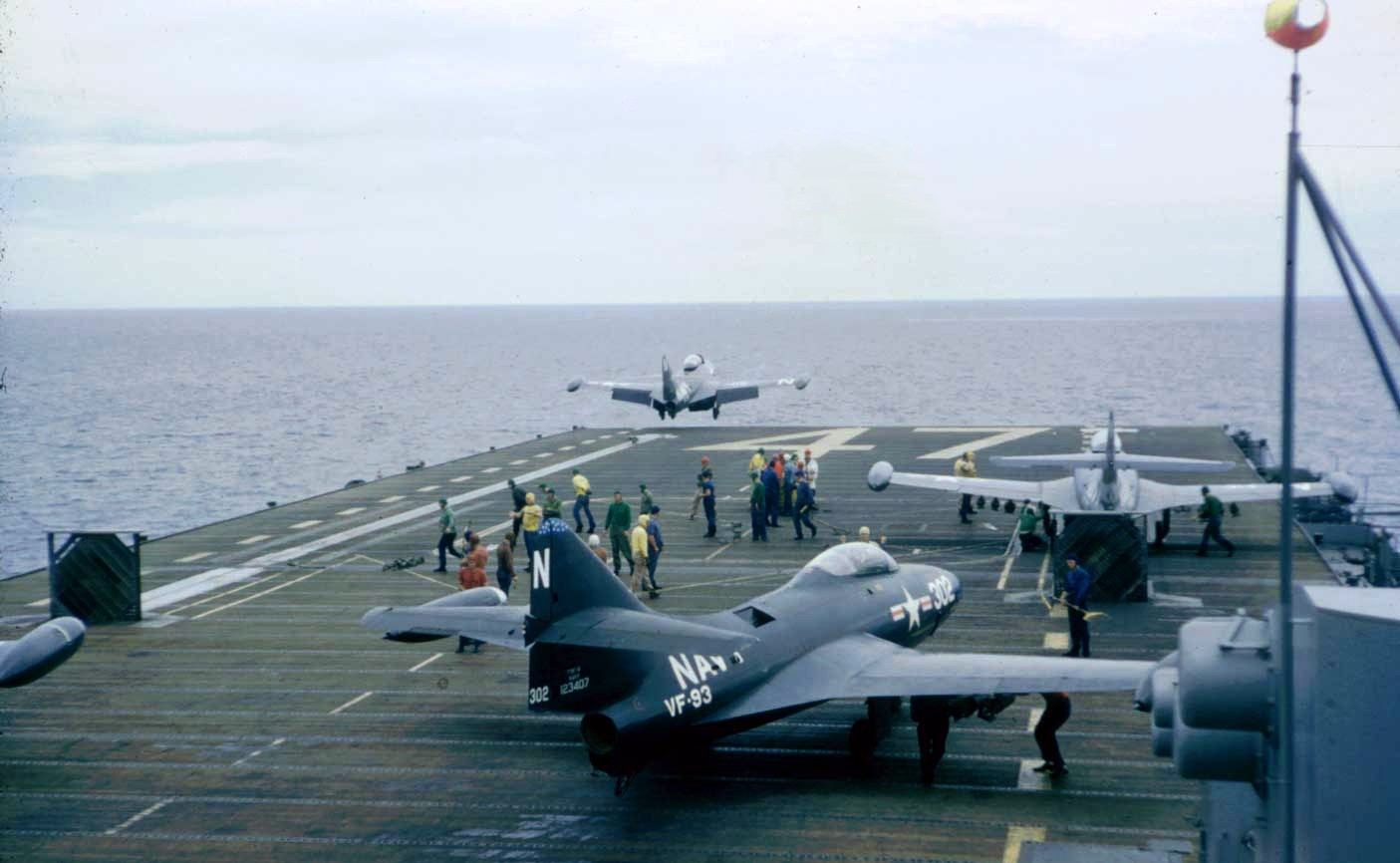
한국전쟁에서 CV-47 항공모함의 F9F 팬더 전투기

## 같이 보기
- F9F 팬더 - 한국 전쟁 당시, 에식스급에서 출격한 제트 전투기.
- 에섹스함 - 2009년 현재 한국에 가장 가까이에 배치된 와스프급 강습상륙함

## 참고
- Donald, David; Daniel J. March (2001). 《Carrier Aviation Air Power Directory》. Norwalk, CT: AIRtime Publishing. ISBN 1-880588-43-9.
- Faltum, Andrew (1996). 《The Essex Aircraft Carriers》. Baltimore, MD: The Nautical and Aviation Publishing Company of America. ISBN 1-877853-26-7.